# Anthrichaerophyllum loretii
Anthrichaerophyllum loretii là một loài thực vật có hoa trong họ Hoa tán. Loài này được (Rouy & E.G.Camus) P.Fourn. mô tả khoa học đầu tiên năm 1937.